# شهرستان صعده
ناحیهٔ صعده (به عربی: مدیریة صعدة) یک ناحیه در یمن است که در استان صعده واقع شده‌است.
ناحیهٔ صعده ۵۸٬۶۹۵ نفر جمعیت دارد.